# Рушовиці (Клодзький повіт)
Рушовиці (пол. Ruszowice) — село в Польщі, у гміні Клодзко Клодзького повіту Нижньосілезького воєводства.
Населення — 144 особи (2011).
У 1975-1998 роках село належало до Валбжиського воєводства.

## Демографія
Демографічна структура станом на 31 березня 2011 року:
|          | Загалом | Допрацездатний вік | Працездатний вік | Постпрацездатний вік |
| -------- | ------- | ------------------ | ---------------- | -------------------- |
| Чоловіки | 77      | 11                 | 60               | 6                    |
| Жінки    | 67      | 18                 | 34               | 15                   |
| Разом    | 144     | 29                 | 94               | 21                   |